# Giselle (film-balet din 1965)
Giselle (titlul original: în spaniolă Giselle) este un film de balet cubanez, realizat în 1965 de regizorul Enrique Pineda Barnet, după baletul omonim al compozitorului Adolphe Adam, protagoniști fiind actorii Alicia Alonso, Fernando Alonso, Ana Marini și Azari Plisetzki. 
Filmul este un spectacol palpitant cu Alicia Alonso, cea mai mare dansatoare de balet din Cuba, în aclamata sa interpretare a lui Giselle, baletul care a făcut din Alicia o vedetă internațională.

## Conținut
În această poveste, ducele Albrecht se deghizează în țăran pentru a câștiga dragostea frumoasei Giselle.

## Distribuție
- Alicia Alonso – Giselle
- Fernando Alonso – Hilarion
- Ana Marini – Bertha
- Azari Plisetzki – Albrecht
- José Parés – Wilfred
- Mirta Plá – Myrtha
- Loipa Araujo – Bathilde